# Asu wa Date na no ni, Ima Sugu Koe ga Kikitai
Singles de S/mileage
Amanojaku
(2009) Suki Chan
(2009)
 Asu wa Date na no ni, Ima Sugu Koe ga Kikitai  (あすはデートなのに、今すぐ声が聞きたい, "Date" étant un mot anglais) est le 2e single dit "indie" du groupe S/mileage.

## Présentation
Le single, écrit, composé et produit par Tsunku, sort le 23 septembre 2009 au Japon sur le label Good Factory Record de TNX, trois mois après le précédent single du groupe, Amanojaku. Il ne contient qu'un titre et sa version instrumentale, et n'est disponible qu'en distribution limitée, vendu en ligne et dans quelques boutiques. Le single sort aussi au format "Single V" (vidéo DVD contenant le clip vidéo) deux semaines plus tard, le 6 octobre 2009. La chanson-titre figurera sur le premier album du groupe, Warugaki 1 qui  sortira un an plus tard.

## Formation
Membres du groupe créditées sur le single :
- Ayaka Wada
- Yūka Maeda
- Kanon Fukuda
- Saki Ogawa

## Titres
Single CD
1. Asu wa Date na no ni, Ima Sugu Koe ga Kikitai  (あすはデートなのに、今すぐ声が聞きたい?)
2. Asu wa Date na no ni, Ima Sugu Koe ga Kikitai (instrumental)  (あすはデートなのに、今すぐ声が聞きたい...?)

Single V (DVD)
1. Asu wa Date na no ni, Ima Sugu Koe ga Kikitai  (あすはデートなのに、今すぐ声が聞きたい?) (clip vidéo)
2. Making Eizo  (メイキング映像?) (making of)